# Lizy-sur-Ourcq
Lizy-sur-Ourcq est une commune française située dans le département de Seine-et-Marne en région Île-de-France.

## Géographie

### Localisation
Lizy-sur-Ourcq est située à 16 km au nord-est de Meaux et à 60 km au nord-est de Paris.

### communes limitrophes
| Le Plessis-Placy      | May-en-Multien | Ocquerre       |
|                       | Lizy-sur-Ourcq |                |
| Congis-sur-Thérouanne |                | Mary-sur-Marne |

### Hydrographie

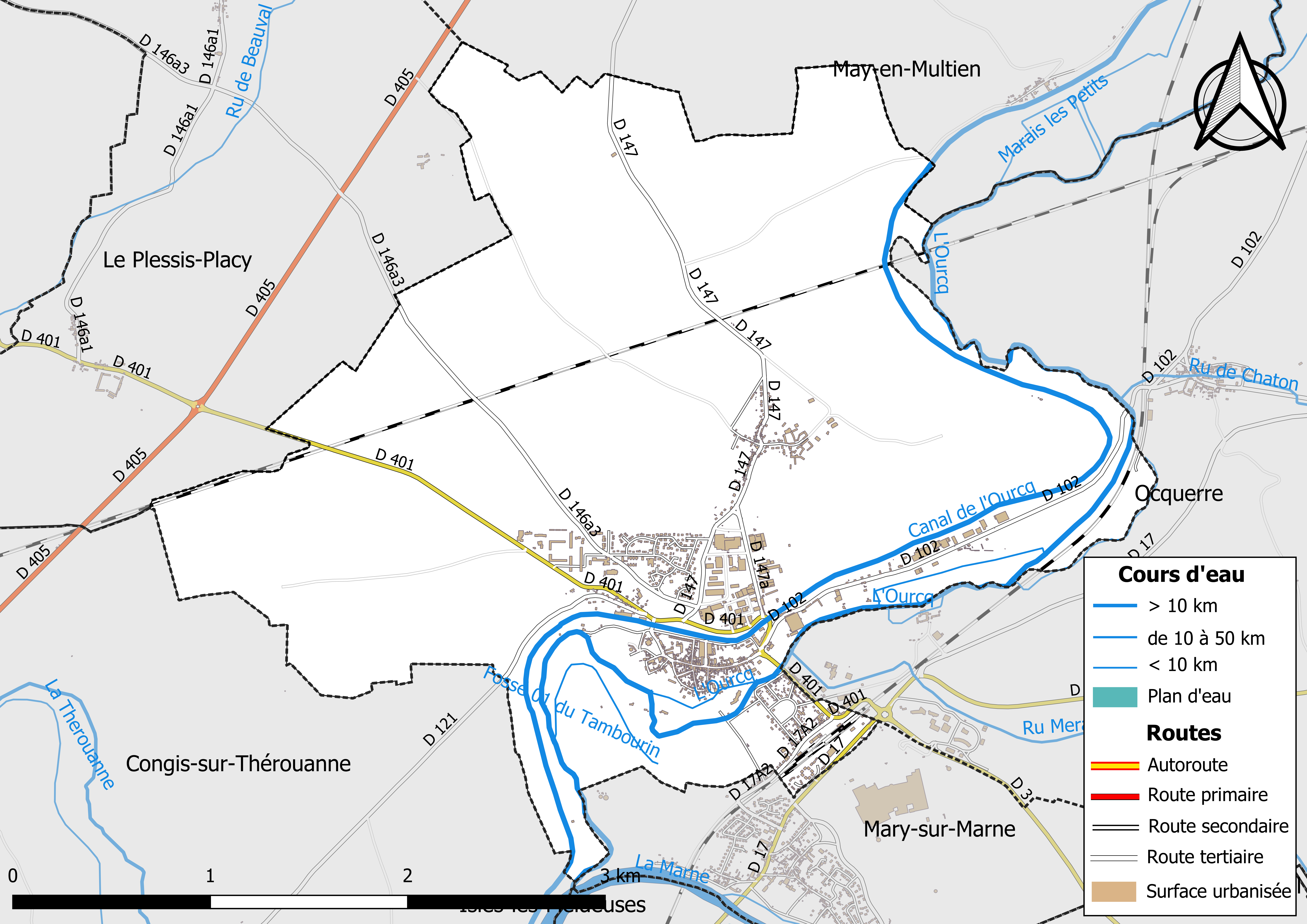
Carte des réseaux hydrographique et routier de Lizy-sur-Ourcq.

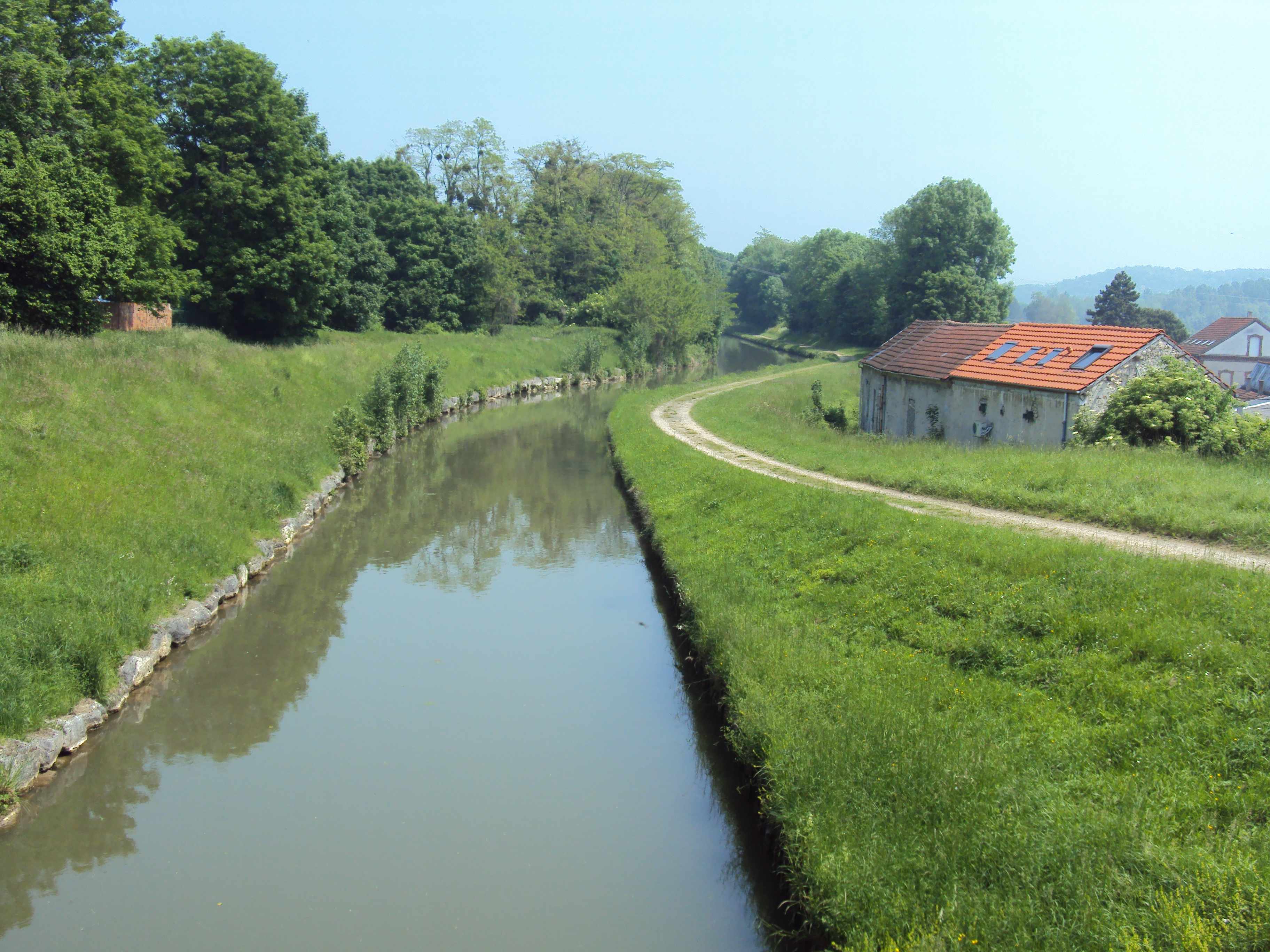
Canal de l'Ourcq à venant de l'est.

Le réseau hydrographique de la commune se compose de huit cours d'eau référencés :
- la rivière l'Ourcq, longue de 86,5 km[1], ainsi que :
  - un bras de 0,4 km[2] ;
  - un bras de 0,6 km[3] ;
  - le fossé 01 du Tambourin, 1,15 km[4], et ;
  - le cours d'eau 01 des Prés de Lury, 1,2 km[5], et ;
  - le ru de Méranne, long de 6,2 km[6], affluents de l'Ourcq ;
  - le canal 01 de la Prairie de Bray, 1 km[7], qui conflue dans l'Ourcq ;
- le canal de l'Ourcq, long de 96,6 km[8].

La longueur totale des cours d'eau sur la commune est de 15,63 km.

### Climat
Pour des articles plus généraux, voir Climat de l'Île-de-France et Climat de Seine-et-Marne.
En 2010, le climat de la commune est de type climat océanique dégradé des plaines du Centre et du Nord, selon une étude du CNRS s'appuyant sur une série de données couvrant la période 1971-2000. En 2020, Météo-France publie une typologie des climats de la France métropolitaine dans laquelle la commune est exposée à un climat océanique altéré et est dans la région climatique Nord-est du bassin Parisien, caractérisée par un ensoleillement médiocre, une pluviométrie moyenne régulièrement répartie au cours de l’année et un hiver froid (3 °C).
Pour la période 1971-2000, la température annuelle moyenne est de 11 °C, avec une amplitude thermique annuelle de 15,3 °C. Le cumul annuel moyen de précipitations est de 746 mm, avec 11,3 jours de précipitations en janvier et 8 jours en juillet. Pour la période 1991-2020, la température moyenne annuelle observée sur la station météorologique la plus proche, située sur la commune de Changis-sur-Marne à 8 km à vol d'oiseau, est de 11,9 °C et le cumul annuel moyen de précipitations est de 710,1 mm,. Pour l'avenir, les paramètres climatiques de la commune estimés pour 2050 selon différents scénarios d'émission de gaz à effet de serre sont consultables sur un site dédié publié par Météo-France en novembre 2022.

### Milieux naturels et biodiversité
L’inventaire des zones naturelles d'intérêt écologique, faunistique et floristique (ZNIEFF) a pour objectif de réaliser une couverture des zones les plus intéressantes sur le plan écologique, essentiellement dans la perspective d’améliorer la connaissance du patrimoine naturel national et de fournir aux différents décideurs un outil d’aide à la prise en compte de l’environnement dans l’aménagement du territoire.
Le territoire communal de Lizy-sur-Ourcq comprend une ZNIEFF de type 1,,, 
le « Grand Marais et Marais associés » (132,91 ha), couvrant 3 communes du département, et une ZNIEFF de type 2,, 
la « vallée de l'Ourcq » (1 434,36 ha), couvrant 4 communes du département.

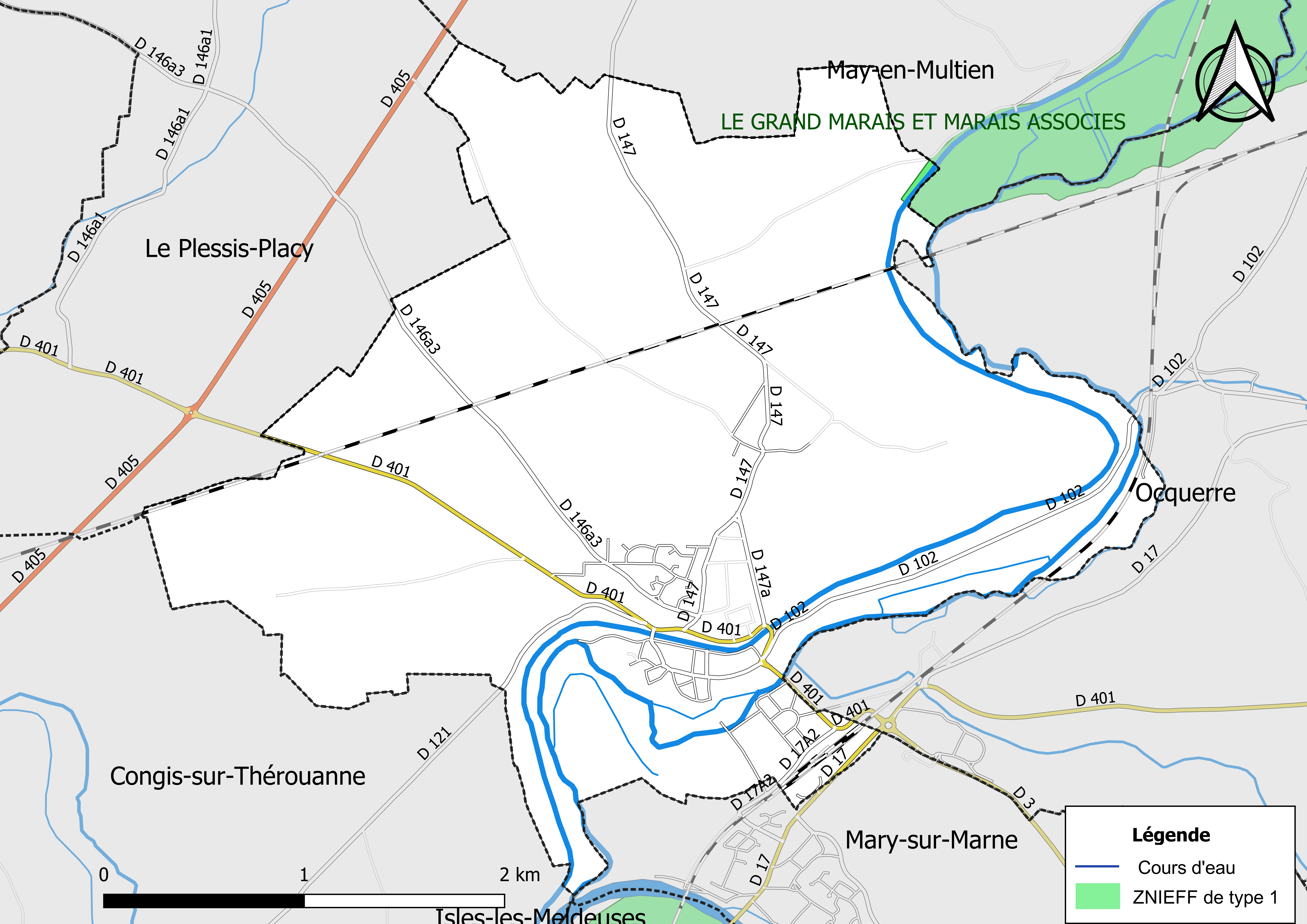
Carte des ZNIEFF de type 1 de la commune.
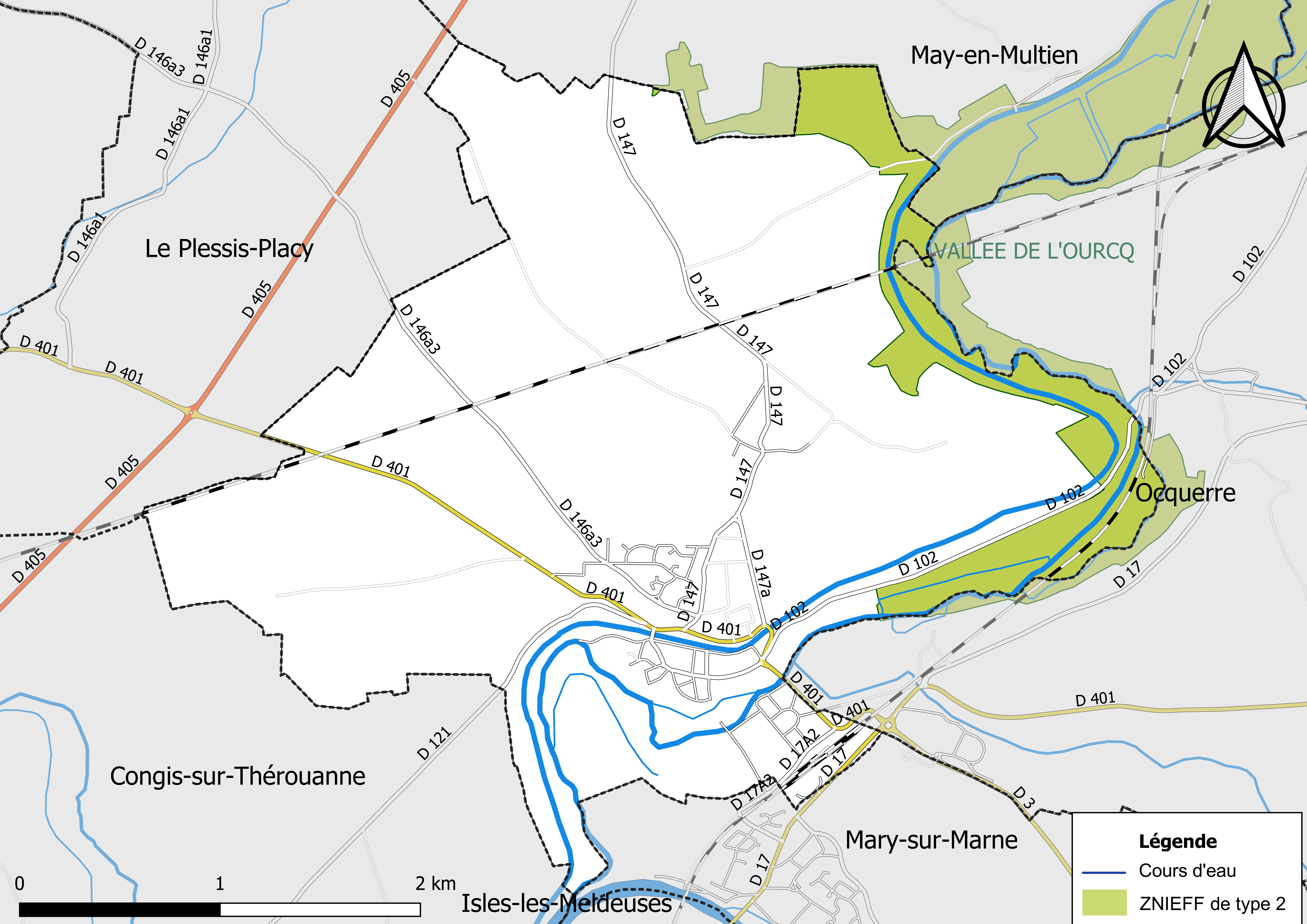
Carte des ZNIEFF de type 2 de la commune.

## Urbanisme

### Typologie
Au 1er janvier 2024, Lizy-sur-Ourcq est catégorisée bourg rural, selon la nouvelle grille communale de densité à sept niveaux définie par l'Insee en 2022.
Elle appartient à l'unité urbaine de Lizy-sur-Ourcq, une agglomération intra-départementale regroupant deux  communes, dont elle est ville-centre,,. Par ailleurs la commune fait partie de l'aire d'attraction de Paris, dont elle est une commune de la couronne,. Cette aire regroupe 1 929 communes,.

### Lieux-dits et écarts
La commune compte 45 lieux-dits administratifs répertoriés consultables ici dont le Menton, Bellevue, Échampeu (source : le fichier Fantoir).

### Occupation des sols
L'occupation des sols de la commune, telle qu'elle ressort de la base de données européenne d’occupation biophysique des sols Corine Land Cover (CLC), est marquée par l'importance des territoires agricoles (67,8 % en 2018), une proportion sensiblement équivalente à celle de 1990 (68 %). La répartition détaillée en 2018 est la suivante : 
terres arables (67,8% ), forêts (17,4% ), zones urbanisées (10,4% ), zones industrielles ou commerciales et réseaux de communication (4,3 %).
Parallèlement, L'Institut Paris Région, agence d'urbanisme de la région Île-de-France, a mis en place un inventaire numérique de l'occupation du sol de l'Île-de-France, dénommé le MOS (Mode d'occupation du sol), actualisé régulièrement depuis sa première édition en 1982. Réalisé à partir de photos aériennes, le Mos distingue les espaces naturels, agricoles et forestiers mais aussi les espaces urbains (habitat, infrastructures, équipements, activités économiques, etc.) selon une classification pouvant aller jusqu'à 81 postes, différente de celle de Corine Land Cover,,. L'Institut met également à disposition des outils permettant de visualiser par photo aérienne l'évolution de l'occupation des sols de la commune entre 1949 et 2018.

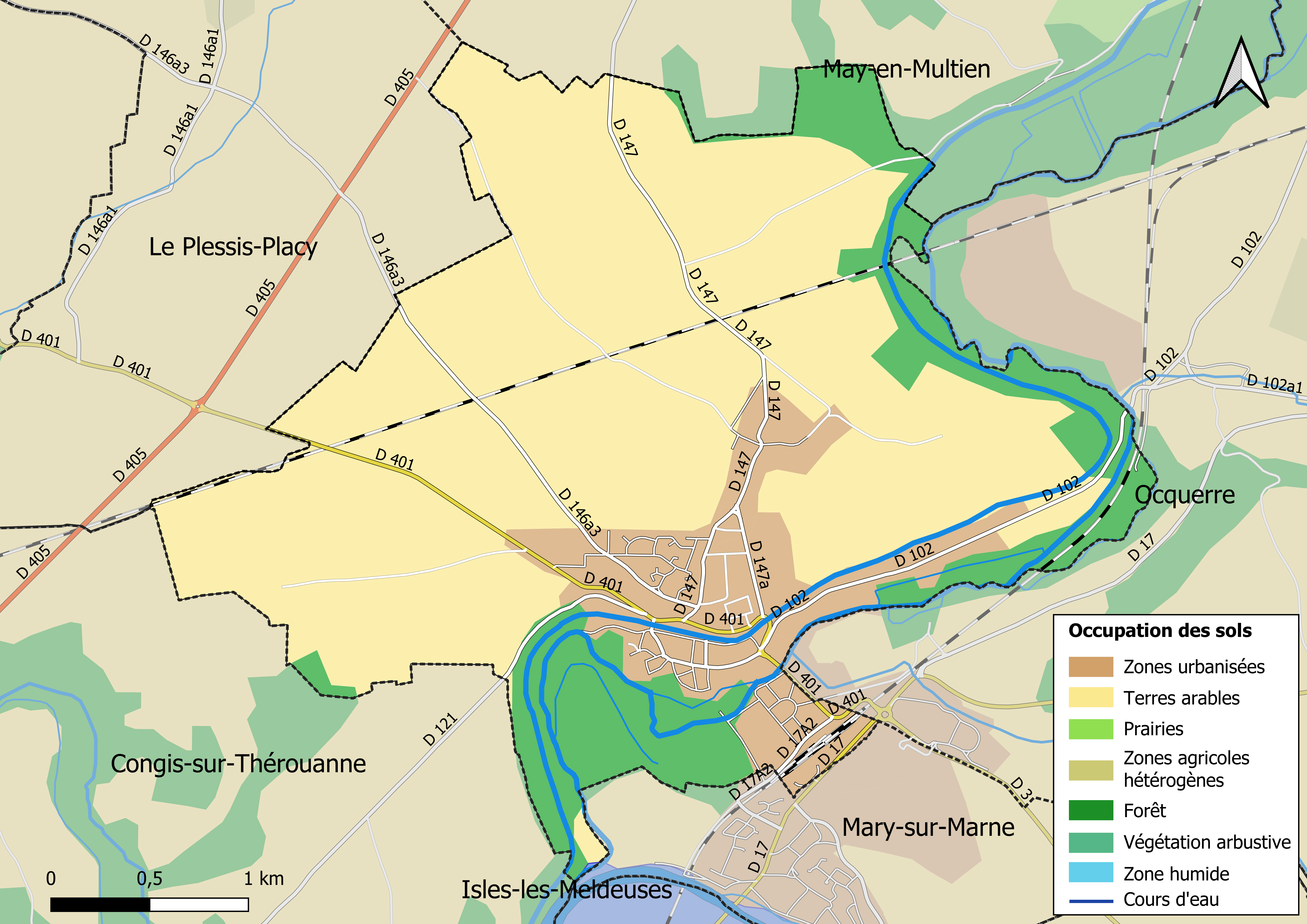
Carte des infrastructures et de l'occupation des sols en 2018 (CLC) de la commune.
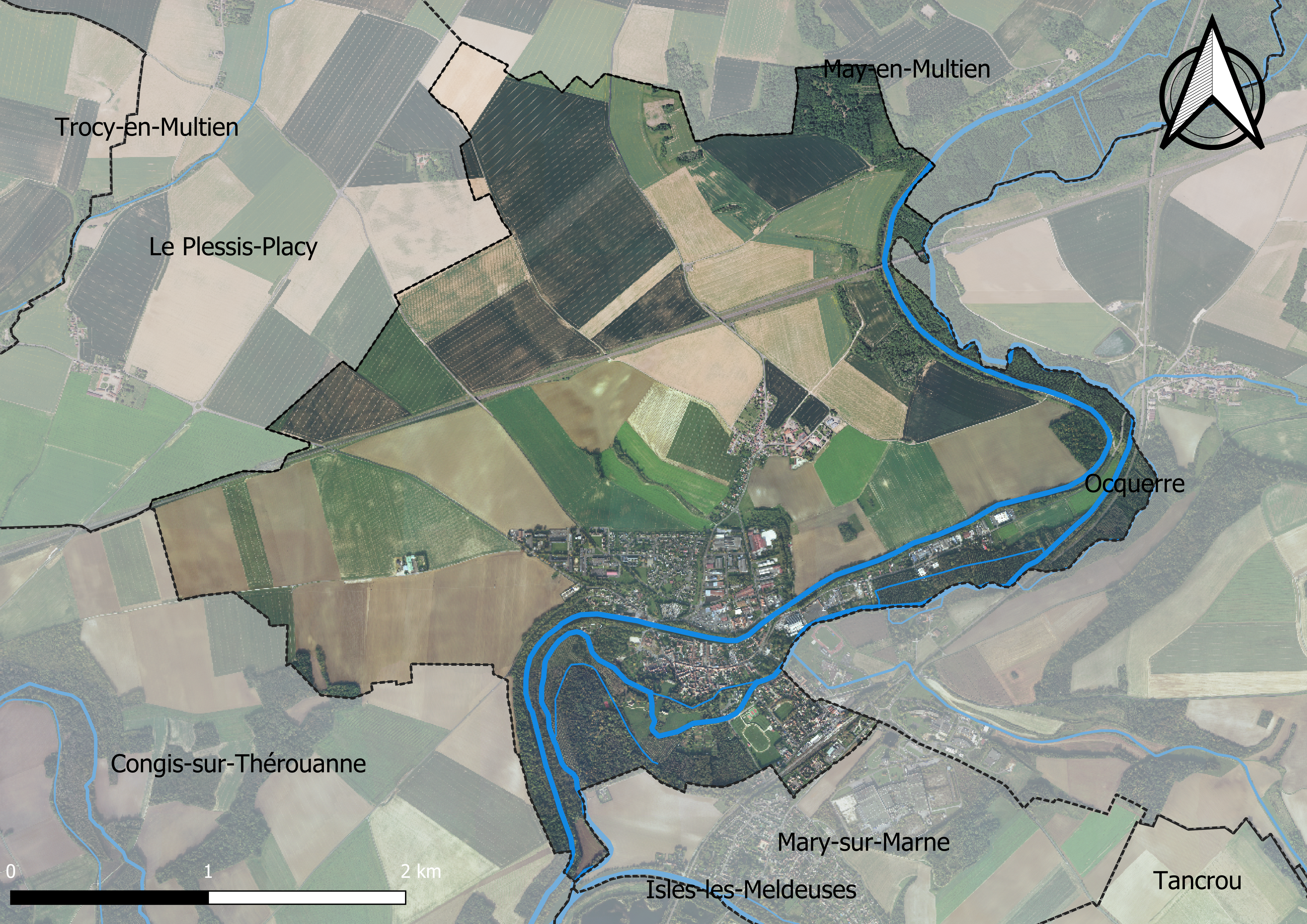
Carte orhophotogrammétrique de la commune.

### Planification
La loi SRU du 13 décembre 2000 a incité les communes à se regrouper au sein d’un établissement public, pour déterminer les partis d’aménagement de l’espace au sein d’un SCoT, un document d’orientation stratégique des politiques publiques à une grande échelle et à un horizon de 20 ans et s'imposant aux documents d'urbanisme locaux, les PLU (Plan local d'urbanisme). La commune est dans le territoire du SCOT Marne Ourcq, approuvé le 6 avril 2017 et porté par le syndicat mixte Marne-Ourcq regroupant 41 communes du Pays de l'Ourcq et du Pays Fertois.
La commune disposait en 2019 d'un plan local d'urbanisme en révision. Le zonage réglementaire et le règlement associé peuvent être consultés sur le Géoportail de l'urbanisme.

### Logement
En 2016, le nombre total de logements dans la commune était de 1 622 dont 40,1 % de maisons et 59,2 % d’appartements.
Parmi ces logements, 90,6 % étaient des résidences principales, 1,2 % des résidences secondaires et 8,2 % des logements vacants.
La part des ménages fiscaux propriétaires de leur résidence principale s’élevait à 35,9 % contre 61,1 % de locataires, dont 34,9 % de logements HLM loués vides (logements sociaux) et 3 % logés gratuitement.

### Voies de communication et transports
La commune est desservie par :
- la gare de Lizy-sur-Ourcq, sur la ligne Paris - La Ferté Milon (Ligne P du Transilien) ;
- les lignes R, No 40, No 41, No 42, No 46, No 47, No 52, No 53, No 54 et No 61 du réseau de bus Meaux et Ourcq et No 67 du réseau de bus Brie et 2 Morin.

## Toponymie
Le nom de la localité est mentionné sous les formes Lisiacum en 1160 ; Lisi en 1171 ; Lysi en 1229 ; Lisyacum en 1235 ; Lissi en 1275 ; Lusiacum en 1276 ; Lisy en Mucien vers 1340 ; Lisyacum en 1370 ; Lisy sur Ourc en 1395 ; Lizy sur Ourc en 1488 ; Lysy en 1499 ; Lizy sur Our en 1561.
Ce toponyme est issu de lise, du gaulois ligisja, de liga, « limon », désignant un dépôt limoneux après une inondation.

## Histoire
La communauté est mentionnée depuis le XIIe siècle (cf. un acte de 1160) sous le nom de Lisiacum, et le bourg fut longtemps un centre agricole, industriel et commercial de quelque importance (moulins à blé, à draps, à huile - marchés - commerce - caves - halles),.
Au début du XIVe siècle, Raoul de Presles (vers 1270-1329/1331), légiste des derniers Capétiens directs, est seigneur de Lizy, puis sa veuve Jeanne de Chastel, † 1347, le cède à Pierre de Machault. On trouve ensuite parmi les sires de Lizy Guillaume de Dormans, évêque de Meaux puis archevêque de Sens, † vers 1405/1415 ; sa nièce Marie de Paillart, fille de Jeanne de Dormans et de Philibert de Paillart, dame de Thorigny, épouse Amaury d'Orgemont de Chantilly ; puis leur petite-fille Marguerite d'Orgemont (1415-vers 1481/1488), fille de Pierre II, dame de Chantilly, marie 1° Guillaume de/du Bro(u)llat et 2° Jean II de Montmorency : son descendant Charles/Louis du Br(o)ullat, seigneur de Lizy, de Thorigny et de Montjay, † le 21 avril 1544, élève le château de Lizy sur une île de l'Ourcq et épouse Antoinette, fille de Charles Ier d'Angennes ; leur fille Madeleine du Broullat, dame de Lizy, Thorigny et Montjay, marie en 1572 son cousin germain François d'Angennes de Montlouet, † 1593, frère puîné du cardinal Charles d'Angennes ; leur fils Jacques d'Angennes marquis de Montlouet (1606-1658) puis ses propres filles Madeleine d'Angennes (1644-1709 ; x 1664 Jacques Le Maçon de La Fontaine, contrôleur général des Gabelles ; mais la famille doit ensuite s'exiler en Hollande à cause de sa religion protestante persécutée) et Antoinette d'Angennes (x 1675 Jean-Rodolphe Monnier, colonel au service de Berne et de la France au régiment de Greder) sont également seigneurs de Lizy (Montjay et Thorigny étant cédés à Bernard Potier de Gesvres de Blérancourt par Jacques d'Angennes en 1610/1623).
La seigneurie passe alors aux Le Hardy de La Trousse, et dans la 2e moitié du XVIIIe siècle on trouve Lizy et La Trousse (à Ocquerre) aux mains de Marie-Henriette-Augustine-Renée dal Pozzo (1748-† le 19 janvier 1836 à Lizy-sur-Ourcq ; petite-fille d'Amédée-Alphonse dal Pozzo prince de Cisterna, et de Marie-Henriette Le Hardy ; un arrière-arrière-petit-fils d'Amédée et Marie-Henriette fut Carlo-Emanuele) et de son mari Louis-Auguste Jouvenel des Ursins, comte de Harville (1749-† le 8 mai 1815 à Lizy).
Le château fut un haut lieu du protestantisme, puis du culte de la déesse Raison en 1789[réf. nécessaire].
Grâce à la situation sur l'axe Paris-Reims d'une part, et à la navigation sur l'Ourcq d'autre part (avec toute une vie batelière : 80 mariniers et marinières au XVIIe siècle ; la première canalisation de la rivière d'Ourcq commence après 1560 et se poursuit au XVIIIe siècle avec le canal des Ducs par Louis de Règemortes pour les ducs d'Orléans - attributaires de la navigation et des péages sur l'Ourcq, et aussi ducs de Valois - jusqu'à la construction vers 1756 d'une grande écluse dans le parc du château de Lizy sur une dérivation artificielle de la rivière), Lizy était l'entrepôt des campagnes voisines.
Cette prospérité fut atteinte à la fin du XVIIe par la révocation de l'édit de Nantes (1685). Petit bastion protestant (le dernier synode se tint dans le château), Lizy se vida de nombreux habitants : drapiers, artisans, commerçants qui, ayant embrassé la religion réformée, durent s'exiler outre-Rhin ou en Angleterre,. Lizy retrouva de la vigueur au XIXe siècle avec de nouveaux axes de circulation : le canal de l’Ourcq (1822) puis la voie ferrée (1893).
Lors de la campagne de France de 1814, le 1er mars, Lizy fut l'enjeu de combats.
Le 4 octobre 1944, un missile balistique V2 s'écrase sur Lizy-sur-Ourcq.

## Politique et administration

### Rattachements administratifs et électoraux
La commune se trouve dans l'arrondissement de Meaux du département de Seine-et-Marne. Pour l'élection des députés, elle fait partie depuis 1988 de la sixième circonscription de Seine-et-Marne.
Elle était depuis 1793 le chef-lieu du canton de Lizy-sur-Ourcq. Dans le cadre du redécoupage cantonal de 2014 en France, elle intègre le canton de La Ferté-sous-Jouarre.

### Intercommunalité
La commune est membre de la communauté de communes du Pays de l'Ourcq créée fin 1999 et qui succédait au district rural du Pays de l'Ourcq créé le 12 décembre 1973.

### Liste des maires
| Période                                  | Période                        | Identité                | Étiquette    | Qualité |
| ---------------------------------------- | ------------------------------ | ----------------------- | ------------ | --- |
| Les données manquantes sont à compléter. |                                |                         |              | |
| 1831                                     | 1872                           | Frédéric Benoist        | Républicain  | Propriétaire à Ocquerre, notaire Conseiller général de 1833 à 1873 |
| 1872                                     | mai 1888                       | Félix Théodore Courtier |              | Agriculteur |
| mai 1888                                 | septembre 1891                 | Charles Isidore Guérin  |              | Démissionnaire |
| octobre 1891                             | mai 1908                       | Etienne Gaston Garnier  |              | |
| mai 1908                                 | décembre 1919                  | Paul-Alfred Lanéry      | Rad.         | Conseiller général de Lizy-sur-Ourcq (1901 → 1931) Président de la commission départementale du conseil général de Seine-et-Marne [Quand ?] Chevalier de la Légion d'honneur |
| décembre 1919                            | juin 1926                      | Jules Courtier          |              | Meunier Président du Syndicat de la meunerie de la région de Paris Membre de la Chambre de Commerce de Meaux                                                                 |
| juin 1926                                | mai 1929                       | Pierre Galand           |              | |
| 1929                                     | 1947                           | Gaston Carré            | SFIO         | Instituteur Conseiller général de Lizy-sur-Ourcq (1937 → 1940 et 1945 →1949)                                                                                                 |
| 1947                                     | 1960                           | Jacques Courtier        |              | Meunier |
| 1960                                     | 1966                           | Jean Laire              |              | |
| 1966                                     | 1977                           | Michel Chavatte         |              | |
| 1977                                     | juin 1995                      | Jean-Marie Finot        |              | |
| juin 1995                                | mars 2008                      | Étienne Wehrel          | DVD puis UMP | Pharmacien Conseiller général de Lizy-sur-Ourcq (1998 →2004) |
| mars 2008                                | 2014                           | Guy Micheaux            | DVD          | Principal adjoint de collège |
| 2014                                     | avril 2018,                    | Nicolle Conan           | LR           | Retraitée de l'Éducation Nationale Mandat écourté par la démission de plus d'un tiers des conseillers municipaux                                                             |
| avril 2018,                              | En cours (au 18 décembre 2021) | Maxence Gille           | DVG          | Ex-collaborateur parlementaire, écrivain public Vice-président de la CC du Pays de l'Ourcq (2020 → ) Réélu en 2020 et 2021                                                   |

### Labels
La qualité du fleurissement de la commune a été reconnue par l'obtention d'une seconde fleur au concours des villes et villages fleuris en 2016.

### Jumelages
- Burwell (Cambridgeshire) (Royaume-Uni) depuis 1996. Ce jumelage concerne aussi les communes d’Ocquerre et Mary-sur-Marne.

### Tendances politiques et résultats
| Scrutin             | Scrutin             | 1er tour | 1er tour | 1er tour | 1er tour | 1er tour  | 1er tour | 1er tour | 1er tour | 1er tour | 1er tour | 1er tour | 1er tour | 2d tour | 2d tour | 2d tour | 2d tour | 2d tour | 2d tour |
| Scrutin             | Scrutin             | 1er      | 1er      | %        | 2e       | 2e        | %        | 3e       | 3e       | %        | 4e       | 4e       | %        | 1er     | 1er     | %       | 2e      | 2e      | %       |
| ------------------- | ------------------- | -------- | -------- | -------- | -------- | --------- | -------- | -------- | -------- | -------- | -------- | -------- | -------- | ------- | ------- | ------- | ------- | ------- | ------- |
| Présidentielle 2017 | Présidentielle 2017 |          | FN       | 38,90    |          | LFI       | 22,00    |          | EM       | 14,22    |          | LR       | 11,47    |         | FN      | 56,26   |         | EM      | 43,74   |
| Présidentielle 2022 | Présidentielle 2022 |          | RN       | 38,86    |          | LFI       | 22,52    |          | LREM     | 17,47    |          | REC      | 6,17     |         | RN      | 61,26   |         | LREM    | 38,74   |
| Législatives 2022   | 6e                  |          | RN       | 39,91    |          | LFI-Nupes | 20,77    |          | Agir-Ens | 16,94    |          | LR       | 8,25     |         | RN      | 59,69   |         | LFI     | 40,31   |
| Législatives 2024   | 6e                  |          | RN       | 52,47    |          | LFI-NFP   | 26,06    |          | LR       | 18,11    |          | LO       | 3,36     |         | RN      | 62,41   |         | LFI     | 37,59   |

## Équipements et services

### Eau et assainissement
L’organisation de la distribution de l’eau potable, de la collecte et du traitement des eaux usées et pluviales relève des communes. La loi NOTRe de 2015 a accru le rôle des EPCI à fiscalité propre en leur transférant cette compétence. Ce transfert devait en principe être effectif au 1er janvier 2020, mais la loi Ferrand-Fesneau du 3 août 2018 a introduit la possibilité d’un report de ce transfert au 1er janvier 2026,.

#### Assainissement des eaux usées
En 2020, la gestion du service d'assainissement collectif de la commune de Lizy-sur-Ourcq est assurée par la communauté de communes du Pays de l'Ourcq (CCPO) pour la collecte, le transport et la dépollution. Ce service est géré en délégation par une entreprise privée, dont le contrat arrive à échéance le 29 février 2024,,.
L’assainissement non collectif (ANC) désigne les installations individuelles de traitement des eaux domestiques qui ne sont pas desservies par un réseau public de collecte des eaux usées et qui doivent en conséquence traiter elles-mêmes leurs eaux usées avant de les rejeter dans le milieu naturel. La communauté de communes du Pays de l'Ourcq (CCPO) assure pour le compte de la commune le service public d'assainissement non collectif (SPANC), qui a pour mission de vérifier la bonne exécution des travaux de réalisation et de réhabilitation, ainsi que le bon fonctionnement et l’entretien des installations,.

#### Eau potable
En 2020, l'alimentation en eau potable est assurée par la communauté de communes du Pays de l'Ourcq (CCPO) qui en a délégué la gestion à une entreprise privée, dont le contrat expire le 31 décembre 2023,.
Les nappes de Beauce et du Champigny sont classées en zone de répartition des eaux (ZRE), signifiant un déséquilibre entre les besoins en eau et la ressource disponible. Le changement climatique est susceptible d’aggraver ce déséquilibre. Ainsi afin de renforcer la garantie d’une distribution d’une eau de qualité en permanence sur le territoire du département, le troisième Plan départemental de l’eau signé, le 3 octobre 2017, contient un plan d’actions afin d’assurer avec priorisation la sécurisation de l’alimentation en eau potable des Seine-et-Marnais. A cette fin a été préparé et publié en décembre 2020 un schéma départemental d’alimentation en eau potable de secours dans lequel huit secteurs prioritaires sont définis. La commune fait partie du secteur CCPO.

## Population et société

### Démographie
L'évolution du nombre d'habitants est connue à travers les recensements de la population effectués dans la commune depuis 1793. Pour les communes de moins de 10 000 habitants, une enquête de recensement portant sur toute la population est réalisée tous les cinq ans, les populations de référence des années intermédiaires étant quant à elles estimées par interpolation ou extrapolation. Pour la commune, le premier recensement exhaustif entrant dans le cadre du nouveau dispositif a été réalisé en 2008.

En 2022, la commune comptait 3 575 habitants, en évolution de −0,61 % par rapport à 2016 (Seine-et-Marne : +3,92 %, France hors Mayotte : +2,11 %).
| 1793  | 1800  | 1806  | 1821  | 1831  | 1836  | 1841  | 1846  | 1851  |
| ----- | ----- | ----- | ----- | ----- | ----- | ----- | ----- | ----- |
| 1 198 | 1 200 | 1 172 | 1 094 | 1 197 | 1 187 | 1 566 | 1 403 | 1 427 |

| 1856  | 1861  | 1866  | 1872  | 1876  | 1881  | 1886  | 1891  | 1896  |
| ----- | ----- | ----- | ----- | ----- | ----- | ----- | ----- | ----- |
| 1 266 | 1 333 | 1 392 | 1 486 | 1 666 | 1 612 | 1 527 | 1 749 | 1 831 |

| 1901  | 1906  | 1911  | 1921  | 1926  | 1931  | 1936  | 1946  | 1954  |
| ----- | ----- | ----- | ----- | ----- | ----- | ----- | ----- | ----- |
| 1 839 | 1 876 | 1 737 | 1 563 | 1 638 | 1 600 | 1 559 | 1 389 | 1 644 |

| 1962  | 1968  | 1975  | 1982  | 1990  | 1999  | 2006  | 2008  | 2013  |
| ----- | ----- | ----- | ----- | ----- | ----- | ----- | ----- | ----- |
| 1 782 | 2 386 | 2 695 | 2 891 | 3 047 | 3 377 | 3 441 | 3 457 | 3 612 |

| 2018  | 2022  | - | - | - | - | - | - | - |
| ----- | ----- | - | - | - | - | - | - | - |
| 3 535 | 3 575 | - | - | - | - | - | - | - |

### Santé
La commune, frappée par la désertification médicale, a fait venir une médecin roumaine en 2017 pour assurer le suivi médical de la population.

### Services publics
La trésorerie de Lizy a fermé fin 2016. L'encaissement des impôts et la gestion des dépenses et recettes de la commune et de ses voisines est désormais assurée à Meaux.

### Manifestations culturelles et festivités
- Foire : le 1er dimanche d'octobre.
- Fête patronale : le 1er dimanche suivant le 8 juin.

### Sports
Les sports incluent football, basket-ball, judo, tennis, futsal et pétanque[réf. nécessaire].

## Économie
- Z.I. des Carreaux et Z.I. de la route d’Ocquerre.
- Marché local le vendredi.

### Secteurs d'activité

#### Agriculture
Lizy-sur-Ourcq est dans la petite région agricole dénommée les « Vallées de la Marne et du Morin », couvrant les vallées des deux rivières, en limite de la Brie. En 2010, l'orientation technico-économique de l'agriculture sur la commune est diverses cultures (hors céréales et oléoprotéagineux, fleurs et fruits).
Si la productivité agricole de la Seine-et-Marne se situe dans le peloton de tête des départements français, le département enregistre un double phénomène de disparition des terres cultivables (près de 2 000 ha par an dans les années 1980, moins dans les années 2000) et de réduction d'environ 30 % du nombre d'agriculteurs dans les années 2010. Cette tendance n'est pas confirmée au niveau de la commune qui voit le nombre d'exploitations rester constant entre 1988 et 2010. Parallèlement, la taille de ces exploitations diminue, passant de 252 ha en 1988 à 247 ha en 2010.
Le tableau ci-dessous présente les principales caractéristiques des exploitations agricoles de Lizy-sur-Ourcq, observées sur une période de 22 ans : 
|                                      | 1988 | 2000 | 2010 |
| ------------------------------------ | ---- | ---- | ---- |
| Dimension économique,                |      |      |      |
| Nombre d’exploitations (u)           | 3    | 4    | 3    |
| Travail (UTA)                        | 13   | 9    | 7    |
| Surface agricole utilisée (ha)       | 756  | 735  | 741  |
| Cultures                             |      |      |      |
| Terres labourables (ha)              | 742  | 733  | 741  |
| Céréales (ha)                        | 323  | 399  | 416  |
| dont blé tendre (ha)                 | 290  | 399  | 359  |
| dont maïs-grain et maïs-semence (ha) | s    |      |      |
| Tournesol (ha)                       | 0    |      |      |
| Colza et navette (ha)                | 79   | s    | 95   |
| Élevage                              |      |      |      |
| Cheptel (UGBTA)                      | 5    | 0    | 0    |

## Culture locale et patrimoine

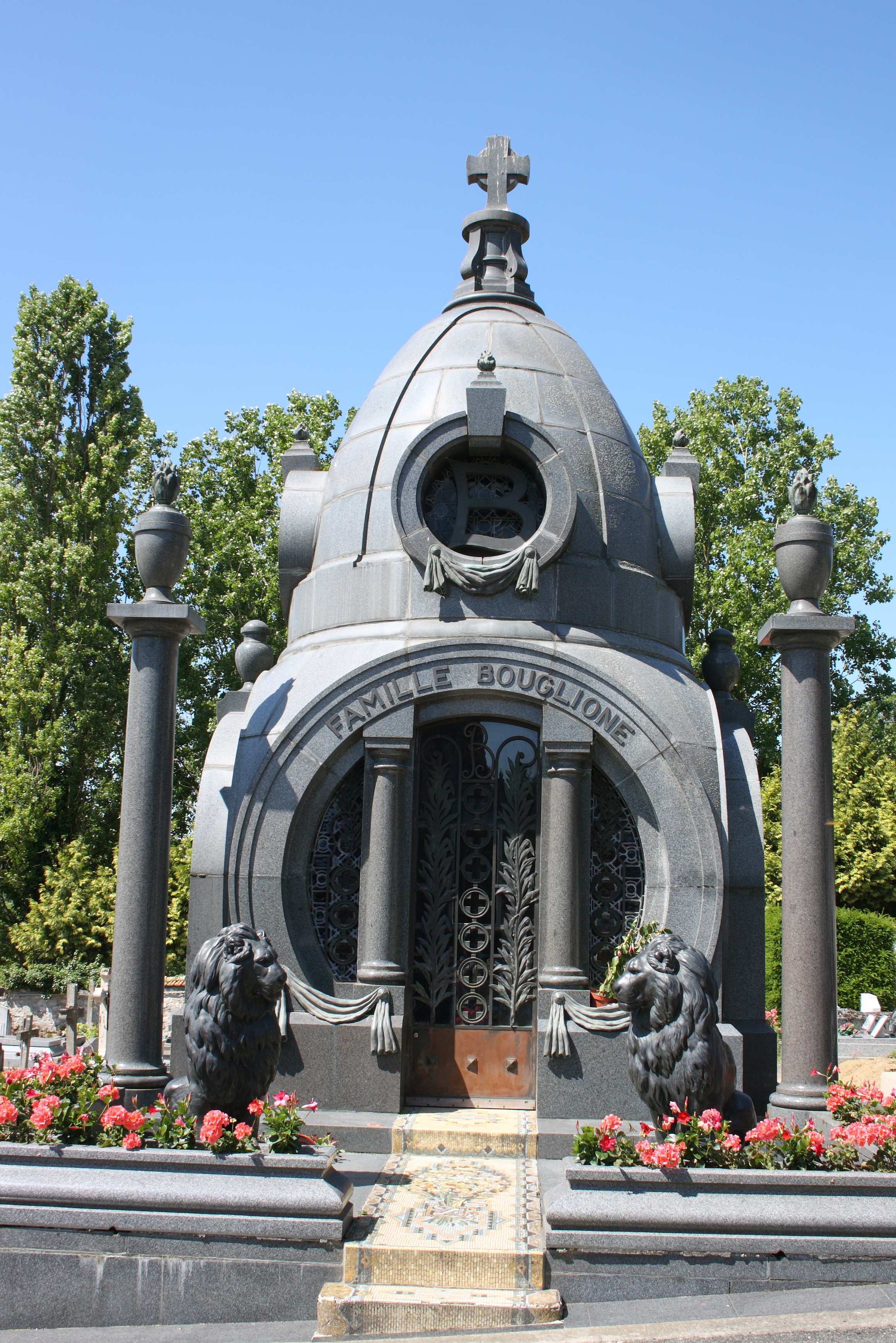
Cimetière de Lizy-sur-Ourcq, grande nécropole rom, avec la tombe de la famille Bouglione.

### Lieux et monuments
- Église Saint-Médard, XVIe siècle-XVIIe siècle, consacrée le 30 juillet 1611, inscrite au titre des monuments historiques[84].
- Cimetière regroupant de nombreuses tombes des gens du cirque, dont celle de la Famille Bouglione.
- Le Vieux Château (XVIe siècle), propriété privée aujourd'hui délabrée. Il abrita en 1683 le dernier synode protestant, avant la révocation de l'édit de Nantes qui força ses habitants à s'exiler. Dans une période plus récente (XIXe siècle-XXe siècle), il servit un temps de mairie, puis d'école.
- Mini-blockhaus de la ligne Chauvineau, édifié par l'armée française à partir de 1939, trop tard pour défendre la capitale lors de la Seconde Guerre mondiale[85]

### Personnalités liées à la commune
- Pierre LeCoultre (de la future famille horlogère Jaeger-LeCoultre), lors des persécutions religieuses, fuit le village pour la Suisse, au milieu du XVIe siècle. Il s'établit dans la Vallée de Joux, dans le Jura suisse.
- Claude Grostête de La Mothe (1647-1713), pasteur protestant de Lizy-sur-Ourcq avant la révocation de l'édit de Nantes.
- André-Charles Caron, maître horloger, créateur de la première montre-squelette et père de Beaumarchais, est né à Lizy le 26 avril 1698[86].
- Louis Marie Eléonore Magu, dit Magu (1788-1860), poète français et tisserand à Lizy-sur-Ourcq, auteur d'un recueil de poésies préfacé par George Sand en 1845[87].
- André Dubreuil (1895-1948), architecte, né à Lizy-sur-Ourcq ;
- André Breuillaud né le 13 juillet 1898 à Lizy-sur-Ourcq, peintre. Ancien élève de l’École Nationale Supérieure des Beaux-Arts de Paris, ancien professeur dans diverses académies de peinture, sociétaire au Salon d'Automne, ancien exposant des Salons des Tuileries et des Indépendants. Plusieurs de ses tableaux ont été acquis par l’État, notamment pour le Musée d'Art Moderne. Mort à 95 ans le 27 juin 1994 à Vence (Alpes-Maritimes).
- Monique Blin (née en 1933 à Lizy-sur-Ourcq † 2022), cofondatrice du Festival des francophonies en Limousin.
- Jean-François Parigi, Homme politique français, ancien député et actuellement Président du département de la Seine et Marne.

### Héraldique
| Blason de Lizy-sur-Ourcq | Blason  | D'azur à la fasce ondée d'argent, surmontée d'une fleur de lis à dextre et d'une roue de moulin à senestre et soutenue de deux épis de blé les tiges passées en sautoir, le tout d'or. |
| Blason de Lizy-sur-Ourcq | Détails | |